# Ernesto Guhl Nimtz
Ernesto Guhl (alemán: /'ɛɐ̯nest' gu:l/; Berlín, Alemania, 15 de mayo de 1915-Bogotá, Colombia, 8 de agosto de 2000) fue un geógrafo humanista alemán. Considerado como símbolo de la Geografía de la Universidad Nacional de Colombia.
Radicado en Colombia desde 1937 hasta su muerte, llegó a ser considerado como el padre de los modernos estudios geográficos en Colombia y una de las mayores autoridades en materia de páramos tropicales húmedos. Se convirtió en uno de los geógrafos más importantes, reconocido por sus discípulos como “el Padre de los estudios geográficos modernos” del país.
Aunque no creó escuela, la gran cantidad de educadores que se formó bajo su influencia desde la cátedra llevó a que se le conozca como el "Maestro de maestros".

## Los años de aprendizaje
El profundo conocimiento de la geografía europea, adquirido durante los viajes de su infancia y temprana juventud, le permitirían acercase a la geografía tropical con ojos expertos y emprender su propio método.
Inició sus estudios de geografía y humanidades en la Humboldt Universität zu Berlin entre 1931 y 1933 y geografía y cartografía en el Instituto de Geografía y Geopolítica de la Academia de Ciencias Políticas de Alemania (1933-1937). Se formó durante el periodo crítico del control absoluto de la academia por parte de los nazis desde 1933, fue cartógrafo del régimen nazi bajo la dirección de Karl Haushofers quien colaboró implementando las políticas de "Lebensraum", debió a un malentendido de Guhl con una novia inglesa de la que sospechaba la Gestapo, Guhl se vio obligado a huir de Alemania.
Aunque algunos críticos aseguran que Guhl fue ante todo un autodidacta, es innegable que gracias a los conocimientos adquiridos desde su temprana educación llegó a dominar la materia y a desarrollar el estudio científico y sistemático de la geografía en Colombia.
Como muchos de los principales investigadores que a raíz del auge nazi salieron de Alemania en particular, Guhl no se preocupó en ningún momento por ostentar títulos académicos. Le bastaba con demostrar sus conocimientos y aplicarlos tanto en la cátedra como en la actividad civil.

## Un mundo nuevo
Salió con rumbo a Francia en 1937 como muchos otros alemanes, pero el avance de esa política en Europa lo obligó a embarcarse en el puerto francés de Dunkerque con rumbo a Suramérica. Hizo la travesía del Atlántico en un barco carguero de bandera francesa, llegando a Panamá y luego a Buenaventura.
Recién llegado a Colombia, el joven Guhl fue nombrado miembro de la sección científica que fijaba fronteras por medio de la fotogrametría en la Sociedad Colombo Alemana de Transporte Aéreo, Scadta, relacionada al NSDAP y al partido Nazi con sede en Barranquilla. Esta empresa pionera de la aviación comercial, que luego sería denominada Aerovías Nacionales de Colombia, Avianca.
Al consolidarse el nazismo en su patria el gobierno nacional limitó las posibilidades de los germanos en el país, y a Guhl se le prohibió continuar sus labores en la zona del río Catatumbo.
Más tarde, se presentó a la Escuela Normal Superior, donde fue enganchado como profesor de geografía por su director, el médico siquiatra José Francisco Socarrás. Entre sus primeros alumnos se destacaron Virginia Gutiérrez de Pineda, Roberto Pineda Giraldo, Milcíades Chaves, Darío Mesa y Miguel Fornaguera, integrantes de la promoción de 1944, con quienes entabló una muy sólida amistad. Con Fornaguera escribiría el libro Colombia, ordenación del territorio con base en el epicentrismo regional (publicado en 1969).
Por esa misma época contrajo amistad con otros intelectuales europeos que, también huían del nacional socialismo y con los cuales se inició una de las más fructíferas etapas de la investigación en Colombia: Juan Friede, Gerardo Reichel-Dolmatoff, Leopoldo Richter, Paul Rivet, José de Recassens, Jorge de Oteiza, Lothar Petersen, W. Justus Schotelius, Leopoldo Rother, etc. A ellos añadió una larga lista de intelectuales nacionales, entre los cuales se destacaron Gregorio y Luis Hernández de Alba, Luis Duque Gómez, Julio César Cubillos, Eliécer Silva Célis, Enrique Pérez Arbeláez, Orlando Fals Borda, etc, y después Raymond E. Christ, Georg Sadner, etc.
En la Escuela Normal Superior trabajó hasta cuando Colombia se declaró beligerante frente al Tercer Reich de Alemania. A diferencia de otros compatriotas residenciados, no tuvo que ir al ''campo de concentración de Fusagasugá, pues se había casado con la joven payanesa Ana Luisa Nanetti Valencia. Luego de la guerra retornó a la Escuela, pero se retiró al ser desmembrada ésta.
Poco después de contraer matrimonio, su casa en el barrio de Chapinero, se convirtió en el eje de muchas investigaciones y discusiones científicas con las tertulias vespertinas de los jueves, que pasaron a ser llamadas "el chocolate de los sabios". También allí, Doña Anita, quien sería su gran apoyo por más de medio siglo, ordenó pacientemente la inmensa correspondencia que recibía diariamente el geógrafo.
En Chapinero nacieron sus hijos Ernesto Guhl Nannetti (Consultor ambiental, exministro del Medio Ambiente), Susana Guhl Nannetti (antropóloga), Felipe Guhl Nannetti (biólogo) e Ilse Guhl Nannetti (médica), quienes han alcanzado lugares destacados en la investigación científica.
Desde entonces, por épocas trabajó en el Instituto Geográfico Militar "Agustín Codazzi" y en algunas otras instituciones.
En 1955, durante el gobierno del General Gustavo Rojas Pinilla, fue jefe del Departamento Técnico de Seguridad Social Campesina del Ministerio de Trabajo, entidad desde la que promovió una serie de estudios sobre la situación geográfica, económica y social de diferentes departamentos, como base para el establecimiento de un régimen de seguridad nacional.
Su trabajo pionero sobre el departamento de Caldas fue enviado para que participara en el Premio Nacional de Ciencia de la Fundación Alejandro Ángel Escobar del año 1955, y obtuvo una mención entre los dieciocho trabajos inscritos.

## Galería

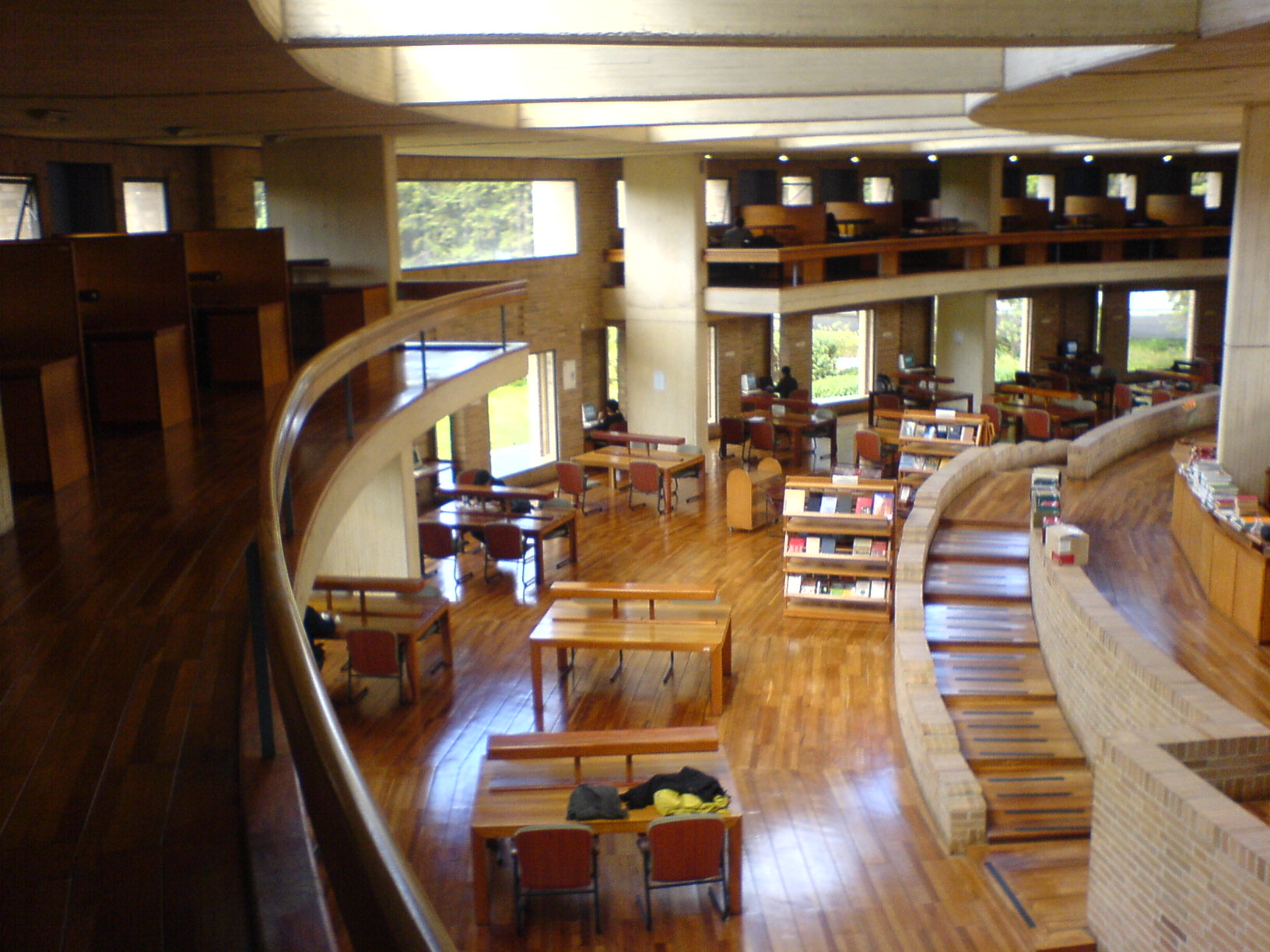
Biblioteca Ernesto Guhl, en la Universidad Nacional de Colombia, Bogotá.
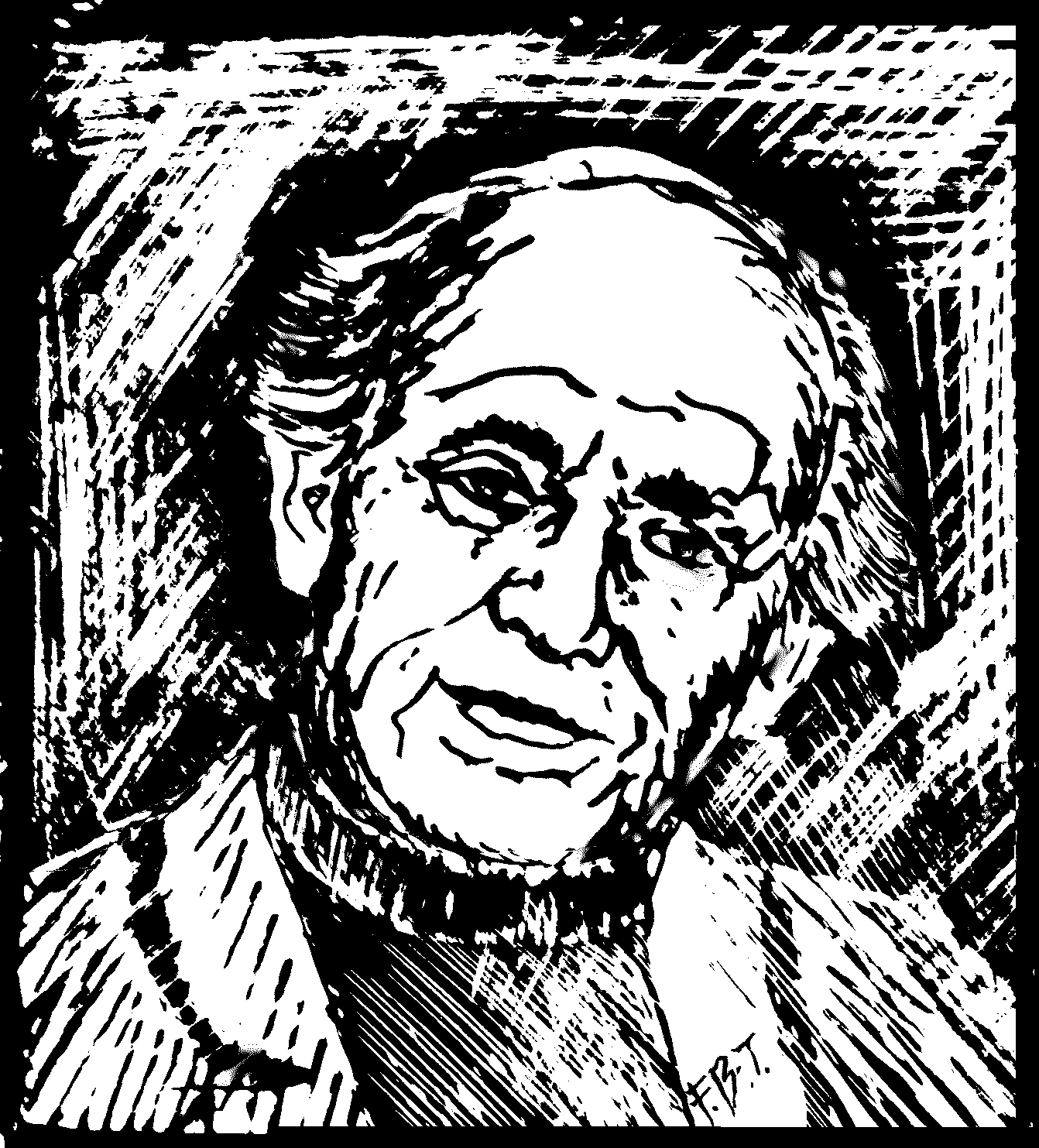
Ernesto Guhl Nimtz. Dibujo a tinta de Fabio Barrera T.

## Viajes
Viajero impenitente, el profesor Guhl prefirió siempre el viaje a pie, enseñándole a sus discípulos que sólo a través de la observación atenta se puede aprehender el paisaje.
Entre sus primeras labores como empleado de la Scadta hay que mencionar los viajes por y sobre los ríos Catatumbo y Magdalena.
Los reconocimientos sobre el Río Grande de la Magdalena fueron básicos para que posteriormente el sacerdote Enrique Pérez Arbeláez diera a luz el importante libro Hylea Magdalenesa.
"Cada quien ve lo que conoce", sostenía en la cátedra, sintetizando la idea de Leonardo da Vinci, "se pinta lo que se conoce y se conoce lo que se ama", y exigiendo reflexionar en la aseveración atribuida a Lenin: "Lo más familiar es lo más desconocido".

### La expedición a Yurumanguí
Así narraba el profesor Guhl esta singular experiencia en tierra colombiana:

La expedición a Yurumanguí fue una de las más duras que hicimos. Duramos tres meses en la costa pacífica. Enterrados en la selva. El profesor Paul Rivet había descubierto el vocabulario de un grupo indígena registrado por un capitán en el siglo XVIII. Lo llamaron el grupo yurumanguí por la supuesta zona donde habitaba. Rivet reconoció un parentesco lingüístico entre algunos de los grupos que habitaban la costa pacífica americana, entre los cuales estaba el yurumanguí, y algunos de los pueblos de la Polinesia. Esto le significaba el triunfo de su vida, la corroboración de su hipótesis sobre el origen del hombre americano."

Rivet era el representante del régimen de De Gaulle y consiguió la financiación para ir en busca de los yurumanguíes. Era el año 1944. No sabíamos a qué nos enfrentábamos, ni qué podríamos encontrar. Pero eso no importaba. Reichel-Dolmatoff y Roberto Pineda también participaron en el programa. Es lo peor que he visto en clima. Avanzamos abriendo trocha pero llega el momento en que hasta de la brújula se duda. No hay más de cinco o diez metros de horizonte. Es la selva pluvial. la selva tropical de ese verde oscuro triste. Tristísimo. Allí comprendí yo las torturas de los campos de concentración, con la gota, tac-tac; cuando cae esa gota sobre las hojas de la noche... desespera, enloquece. Y al fin llegamos... y muchos desertaron en el camino... y no encontramos un solo yurumanguí".

Paul Rivet no cejaba en la posibilidad de encontrar a los yurumanguí, y fue así como entre octubre y diciembre de 1945, Guhl regresó en compañía de los antropólogos Gerardo Reichel Dolmatoff y Roberto Pineda. El informe oficial del Director del Servicio de Arqueología y del Instituto Etnológico Nacional, Doctor Luis Duque Gómez, resume así esta aventura científica: El objeto de esta expedición, "como el de la primera, séria la localización de una tribu indígena en aquella región, que presenta la importancia de estar emparentada linguísticamente con tribus de Norteamérica y con pueblos oceánicos del Pacífico".

De acuerdo con los datos recogidos en Cali, Popayán y otras ciudades, los investigadores iniciaron su recorrido, efectuando el ascenso por la vertiente oriental de la Cordillera Occidental, al nivel de Timba, límite entre los departamentos de Valle y Cauca. Por espacio de varias semanas la comisión se adentró por las vertientes occidentales de la cordillera, siguiendo en parte el curso de algunas de las fuentes del río Naya y buscando, hacia el Norte, una salida a las cabeceras del río Yurumanguí."

Las dificultades de carácter geográfico, tales como la incesante lluvia provocada por las corrientes húmedas que suben desde el Pacífico y se condensan sobre la vertiente oceánica de la cordillera; los constantes deslizamientos del terreno debidos a la causa anotada anteriormente, y lo empinado del mismo, que en ocasiones se presenta como cortado a pico, dificultaron considerablemente el progreso de la expedición por las demoras que ocasionaba, y no permitieron a los investigadores la culminación de su objetivo. Sin embargo, se exploró una vasta zona que comprende todas las fuentes del río Naya en su parte norte y que avanza desde la cima de la cordillera, a unos 2.200 metros de altitud sobre el nivel del mar, hasta la zona de los 700 metros, en la vertiente pacífica de la Cordillera Occidental, descartando, así, la posible existencia de un grupo indígena en toda esa región."

En abril de 1946, Guhl voló durante varios días por la zona, acompañado por los pilotos nacionales, sin lograr adquirir indicios sobre la supervivencia de los indios Yurumanguí, pero haciendo importantes observaciones de índole geográfica.

### La lluvia del exilio
Desde su llegada al territorio colombiano, el maestro Guhl lo recorrió palmo a palmo. En tal sentido superó las expediciones de naturalistas y geógrafos anteriores. A todo lo largo y lo ancho: desde la península de la Guajira, en el extremo norte hasta Leticia en el extremo sur de la Amazonia colombiana, desde el Orinoco hasta el Chocó y midió las alturas colombianas desde el nivel del mar o la depresión momposina, hasta las cumbres nevadas de los volcanes andinos y se acercó a las cimas de la Sierra Nevada de Santa Marta.
Los primeros años del exilio en tierra colombiana lo llevaron a un mundo en el cual la lluvia era como el leit motiv de la naturaleza: los torrenciales aguaceros en los llanos, la imparable lluvia de las selvas del Chocó, el Catatumbo y el Amazonas, la eterna llovizna de Bogotá, el bosque de niebla y la embrujadora neblina de los páramos.
Este fenómeno meteorológico lo impactaría de tal manera como para influir en la concepción estética de algunos artistas colombianos, como Fernando Granda, quien daría este título a una de sus series gráficas en China.
El avance del Nazismo en Europa lo hizo coincidir en la sabana cundiboyacense con el antropólogo Paul Rivet y a instancias suyas haría parte de la expedición en busca del yurumanguí.
En la Escuela Normal Superior dictó la cátedra de geografía y con su discípulo y amigo Miguel Fornaguera escribió el libro Colombia, ordenación del territorio con base en el epicentrismo regional.
En 1952 se vinculó a la docencia universitaria. Como profesor de las facultades de Sociología (desde 1954) y de Ciencias Humanas en la Universidad Nacional de Colombia combinó la cátedra con la investigación de campo durante más de 33 años.
El Departamento de Sociología de la Universidad Nacional de Colombia le otorgó su máxima distinción académica: la de Profesor Emérito. "Por siete lustros contribuyó decisivamente a la formación de varias generaciones de estudiantes".(Un Periódico. Universidad Nacional de Colombia, en El Tiempo, 15 de octubre de 2000 )
Ernesto Guhl trabajó por épocas en el Instituto Geográfico Agustín Codazzi y en otras instituciones como el Ministerio del Trabajo, en donde fue jefe del Departamento Técnico de Seguridad Social Campesina.
Espacio y sociedad..
Además de sus labores docentes en la Universidad Nacional, Guhl fue uno de los catedráticos fundadores de la Universidad de los Andes.

### Expedición a San Agustín
1946 fue un año de intensa actividad para Ernesto Guhl. Así lo encontramos inmerso en la selva pluvial del Cauca y ascendiendo a las cumbres de los Andes, al alto Magdalena, acompañando las expediciones del Instituto Etnológico Nacional, con Paul Rivet, Luis Duque Gómez, Gregorio Hernández de Alba y Eliecer Silva Celis.
Este periplo lo lleva a la población de San Agustín, en el departamento del Huila.

### Las montañas azules de la Patria
El mayor itinerario vital de Guhl lo constituyó el reconocimiento, palmo a palmo, de los páramos húmedos del trópico en este rincón de América Septentrional. Fruto de esos viajes, expediciones y constantes caminatas fue la creación de una conciencia ecológica en torno a la importancia del páramo como gran almacén del líquido vital.
Guhl fue la primera voz de reclamo en defensa de la conservación de los páramos; él predijo su desaparición ante la falta de atención de los gobiernos y los hombres impelidos por la pobreza de unos y la avaricia de otros.

## El docente

### La Escuela Normal Superior
Recién llegado a Colombia y luego de haber realizados algunas investigaciones personales sobre el cultivo de la papa en el Macizo de los Andes, Guhl fue encargado de la cátedra de geografía en la Escuela Normal Superior, centro universitario que pretendía emular la famosa Normal Superior de París, bajo la dirección del sicólogo José Francisco Socarrás y el apoyo económico y político del gobierno de Eduardo Santos.
En la Escuela Normal Superior dictó la cátedra de geografía y con su discípulo y amigo Miguel Fornaguera escribió el libro Colombia, ordenación del territorio con base en el epicentrismo regional.
Allí alternó sus enseñanzas con otros de los pocos emigrados europeos que pudieron establecerse en el país: el antropólogo francés Paul Rivet, el español Pablo Vila y Justus Wolfgang Schotellius, otro alemán.
La revolución científica iniciada con la Normal Superior se vio frustrada con la caída del Partido Liberal, quedando sin recursos y casi todos los maestros salieron de Colombia. Ernesto Guhl, se vinculó al alma mater colombiana, la Universidad Nacional, en donde inició una carrera de pedagogía ciudadana paralela a la investigación social y la enseñanza académica de la geografía.
Ernesto Guhl "se salvó de ir al campo de concentración alemán en Fusagasugá, porque se casó con una colombiana. Según relata Rueda, a diferencia de otros europeos que vinieron huyendo de la Segunda Guerra Mundial, Guhl echó raíces en Colombia, pero no se nacionalizó . El decía: no me gusta ser ciudadano de segunda clase".(El Tiempo, edición citada.)

### La Universidad Nacional de Colombia
En 1952 se vinculó a la docencia universitaria. Como profesor de las facultades de Sociología y de Ciencias Humanas en la Universidad Nacional de Colombia combinó la cátedra con la investigación de campo durante más de 33 años.

### Beca Guggenheim
Guhl había pasado unos cuarenta años recorriendo Colombia a pie, acompañado de una brújula, con el interés de mirar, entender, observar y analizar el país que lo acogió. Con el inmenso bagaje acumulado durante esa tiempo emprendió la tarea de reunirlo en una obra coherente y así nacieron los dos tomos de Colombia: Bosquejo de su geografía tropical con el apoyo económico de la Fundación John Simon Guggenheim, publicados por el Instituto Colombiano de Cultura, Colcultura, en 1975 y 1976. Esta obra será reeditada en un solo tomo por la Universidad Nacional de Colombia en el año 2010.

### Centro de Investigaciones para el Desarrollo Económico y Social
El 17 de marzo de 1966 se creó el Centro de Investigaciones para el Desarrollo Económico y Social, “con el fin primordial de fomentar, coordinar y vincular el trabajo de la Universidad a la transformación y progreso de la sociedad colombiana” . En 1973 el profesor Ernesto Guhl, como comisionado de la Facultad de Ciencias Humanas, asumió la dirección hasta 1975, año en el que termina la primera etapa del Centro.
Cabe a la energía, carisma y convicción de Ernesto Guhl una responsabilidad especial en la creación, en 1966, del Departamento de Geografía de la Universidad Nacional, de la recién creada Facultad de Ciencias Humanas, el primero de su género, en Colombia, en la formación de geógrafos en el pregrado del cual fue su primer director.

## La geografía de Guhl
"Su objetivo como profesor era generar en sus educandos una nueva forma, totalmente humanística, de ver y entender la geografía" , dice José Eduardo Rueda Enciso en una biografía publicada por la Biblioteca Luis Ángel Arango.
"En palabras de Guhl, la geografía es el producto de una relación con el medio y, sobre todo, con el medio nuevo, el medio extraño." (Recuerdo de un gran geógrafo. En el diario El Tiempo.4 de agosto de 2000.)
¿Para qué no ha servido la geografía?.
Con este título desató una interesante polémica.
Geografía y desarrollo económico.
Entre sus principales planteamientos en torno al papel de la geografía en el desarrollo económicos, Guhl señalaba, que el cultivo de café, cuyo desempeño ha sido decisivo históricamente para el desarrollo económico del país, se lleva a cabo en zonas climáticas caracterizadas por tener una temperatura que varía entre los 17.5 °C y los 24 °C, esto es, aproximadamente a un altura entre los 1.000 y 1.800 metros sobre el nivel del mar y que de acuerdo con la variedad de café utilizada, para su cultivo se requiere de una humedad bastante alta, así como alta nubosidad, condensación y precipitación.
No es casualidad, según lo plantea Ernesto Guhl, que precisamente entre el rango de 1.000 a 1.200 metros sobre el nivel del mar se encuentren condiciones favorables para este tipo de cultivos y que el cinturón que forman estos territorios sea precisamente el área económicamente más desarrollada del país y la que concentra la mayor parte de la población rural de Colombia.
Ref: LUIS ARMANDO GALVIS APONTE ¿Qué determina la productividad agrícola departamental en Colombia?
Colombia: Bosquejo de su geografía tropical había tratado de llenar el gran vacío de información geográfica, física y humana sobre Colombia, comparable a la obra de Agustín Codazzi unos cien años atrás. Guhl era consciente de las limitaciones de su obra escrita y trató de remediarlo con la que sería la "Geografía Extensa de Colombia".
A la redacción de esta obra dedicó los últimos años de su vida. No solo por la abundancia de los materiales, sino por la pasión con que el autor los había recogido y analizado, llevaron a los lectores de los borradores a denominarla "Geografía Intensa de Colombia".
Pero los originales de la obra capital del profesor Ernesto Guhl, se perdieron para siempre en un taxi: no había copia de ella Archivado el 27 de abril de 2009 en Wayback Machine. y los borradores aún no han podido ser reunidos.
La obra del profesor Guhl no generó una tendencia geográfica en Colombia, pero su permanente reflexión sobre el sentido y el papel de esta ciencia a partir de la geografía regional lo llevó a proponer desde ese punto de vista el desarrollo de la geografía física y social.
"El papel de la geografía en las ciencias humanas", en Revista Colombiana de Sociología. Bogotá, agosto de 1982.

### Los páramos tropicales húmedos
Las características de los páramos andinos le proporcionaron a Guhl la posibilidad de desarrollar una metodología de trabajo diferente.
El páramo es una característica exclusiva de pocos países tropicales (Colombia, Costa Rica, Ecuador, Venezuela y Kenia). El paisaje paramuno de Colombia impresionó a Guhl y lo obligó a idear un nuevo sistema: «De arriba para abajo, de la cumbre hasta el pie de la montaña, a través de la geografía vertical de los trópicos de los países ecuatoriales húmedos».
Durante muchos años, como profesor de la Universidad Nacional, de la Facultad de Sociología y luego de la de Ciencias Humanas, el profesor Guhl visitó el páramo de Sumapaz con sus estudiantes, mostrándoles la tridimensionalidad del espacio colombiano.

## Premios y distinciones
- Doctor honoris causa, otorgado por la Universidad Nacional de Colombia, mediante Resolución número 162 de 1995

## Algunas obras
La siguiente lista cronológica de libros y artículos escritos por el profesor Ernesto Guhl es muy incompleta.
- 1945. El Macizo Colombiano. Informe preliminar sobre un ensayo etno-geográfico. Bogotá. En Boletín arqueológico -1 n3 may-jun- n4 jul-ago- n5 sep-oct.
- 1947. La exploración de las fuentes de los ríos Naya y Yurumanguí. Bogotá Sociedad Geográfica colombiana. En BSGC -v7 n4.
- 1950. Tierras y habitantes de Colombia por pisos térmicos, superficie, densidad relativa, población [Distribution de la población colombiana por pisos térmicos.[Bogotá].
- 1951. Geografía y Demografía de Colombia -Algunos Aspectos- Bogotá en BSGC -8 n29 nov.
- 1950. Tierras y habitantes de Colombia por pisos térmicos. Bogotá En Boletín Geográfico. Banco de la República -n10 feb.
- 1950. La Sierra Nevada de Santa Marta. Revista de la academia colombiana de ciencias exactas, físicas y naturales, Bogotá.
- 1952. El Departamento de Córdoba. Bogotá. Sociedad Geográfica Colombiana, BSGC -v10 n3.
- 1952. Ambiente geográfico humano de la Costa del Atlántico. Barranquilla En Cultura Popular -n1 dic.
- 1953 Zonas Geográficas de Colombia. Bogotá.
- 1954. Aspecto Socio geográfico de la provincia fisiogeográfica formada por el Valle del Río San Juan y por el Codo de los Mellizos y sus estribaciones hacia el Río Cauca. Departamento de Antioquia. Bogotá. En Revista Colombiana de Antropología.
- 1954. El Valle del Cauca. Washington En Ciencias Sociales -v5 n30 dic.
- 1954. Departamento Técnico de la Seguridad Social Campesina.

por Ernesto Guhl; Colombia. Ministerio del Trabajo. Bogotá, Editorial Cosmos, 1954.
- 1954. Visión sociogeográfica de Colombia -Algunos aspectos- . Bogotá. En Revista Colombiana de Antropología. No.3.
- 1954. La seguridad social campesina en Colombia. Bogotá
- 1958? La colonización campesina en Colombia. Algunos aspectos geográficos físicos y humanos. Bogotá.
- 1959. El Valle bajo y medio del Río Atrato su geografía y la explotación de madera. Bogotá. En Revista Banco de la República -v30 n386.
- 1959. La región colombiana del Pacífico. Bogotá En Revista Javeriana -T51 n251-252 feb-mar- n253 abr- n255 jun.
- 1959. Atlas de Economía de Colombia. por Ernesto Guhl; Eduardo Acevedo Latorre; Banco de la República (Colombia). Departamento de Investigaciones Económicas. Bogotá. Banco de la República.
- 1959. Regiones naturales de Colombia. Bogotá. Banco de la República. En Atlas de Economía Colombiana Aspectos físicos y geográficos -Primera entrega-.
- 1959. Humboltd y nosotros. En la revista Universitas. N.º 16. Bogotá. pgs. 169-173.
- Pioneer settlement in eastern Colombia. En coautoría con Raymond E. Crist.
- 1961. Colombia Geographic Economic and Social Aspects. Por Ernesto Guhl; S Cristina Mendershausen; William S Wolf. Bogotá, Colombia : Instituto Geográfico de Colombia "Agustín Codazzi", 1961.
- 1961. Proyecto de colonización de los valles de los ríos Mulatos y San Juan. Departamento de Antioquia. Bogotá INCORA.
- 1963. El territorio ocupado en Colombia. En Revista Banco de la República -v26 n434-
- 1963. Indios y Blancos en la Guajira. Bogotá.Tercer Mundo.
- 1963. Utilización de la tierra en Colombia. Bogotá. ESAP.
- 1964. Aspectos geográficos y humanos de la región de Sumapaz en la Cordillera Oriental de Colombia. Bogotá. En Revista de la Academia Colombiana de Ciencias Exactas Físicas y Naturales -v.12 n.46 ago.
- 1965. Geografía humana de Colombia : los fundamentos geográficos y los problemas económicos, sociales y culturales y el hombre en Colombia. Bogotá: Univ. Nacional de Colombia, Fac. de Sociología, 1965.
- 1965. Das neue Delta des Rio Sinú an der karibischen Küste Kolumbiens: geogr. Interpretation und kartogr. Auswertung von Luftbildern.Por Carl Troll; Ernesto Guhl; Ernst Schmidt Kraepelin. Bonn : Geogr. Inst. der Univ. Bonn.
- 1966. Anotaciones sobre población poblamiento posición y estructura demográfica en Colombia. Bogotá En Revista de la Academia Colombiana de Ciencias Exactas Físicas y Naturales -v12 n48 jul.
- 1967. "Colombia" Río de Janeiro IPGH.
- 1968. Geografía de Cuba. Universidad Nacional de Colombia, Facultad de Ciencias Humanas, Departamento de Geografía.
- 1969. Colombia Ordenación del territorio en base al epicentrismo regional. En coautoría con Miguel Fornaguera. Bogotá. UNAL.
- 1972. Estudios geográficos. Bogotá: Inst. Colombiano de Economía y Cultura.
- 1972. Temas colombianos. Bogotá. INST. COL. ECON. CULT. 1972
- 1974. Las lluvias en el clima de los Andes ecuatoriales húmedos de ColombiaBogotá, D.E. Universidad Nacional de Colombia, Centro de Investigaciones para el Desarrollo.
- 1974? Mapa geográfico de vegetación, fisiografía y clima ambiental : [Colombia]por Ernesto Guhl Bogotá? s.n.
- 1974.La universidad y la conservación del ambiente. Bogotá: Universidad Nacional de Colombia, Centro de Investigaciones para el Desarrollo.
- 1975. Colombia: Bosquejo de su geografía tropical. Bogotá. Instituto Colombiano de Cultura.
- 1975. La geografía de las comunicaciones en Colombia. Bogotá. En Colombia Geográfica Revista del Instituto Geográfico Agustín Codazzi.
- 1979. El mapa general de erosión. Bogotá: Universidad Nacional de Colombia, Facultad de Ciencias Humanas, Departamento de Sociología, Sección de Sociología Especial.
- 1981. La Sabana de Bogotá, sus alrededores y su vegetación. Por Ernesto Guhl; Henry Corredor T; Francisco Sánchez H. Bogotá, D.E. : Jardín Botánico José Celestino Mutis.
- 1982. El papel de la geografía en las ciencias sociales. Conferencia

pronunciada en el auditorio de la Facultad de Ciencias Humanas en el primer semestre de 1982. Se puede leer en la revista UNAL. http://www.revistas.unal.edu.co/index.php/RECS/article/view/8636/9280 Edición pdf en internet.]
- 1982. Los páramos circundantes de la Sabana de Bogotá.. Bogotá. Segunda edición. Jardín Botánico "José Celestino Mutis".
- 1988. La insurgencia de las provincias/ Hacia un nuevo ordenamiento territorial para Colombia. En coautoría con Orlando Fals Borda. Bogotá. UNAL - S_ XXI
- 1990. Desarrollo y medio ambiente: memorias del seminario internacional organizado por la Universidad de los Andes en marzo de 1990. por Julio Carrizosa; Ernesto Guhl; Universidad de los Andes (Bogotá, Colombia); et al. Bogotá, Colombia: Ediciones Uniandes, Universidad de los Andes..
- 1991. Escritos geográficos: las fronteras políticas y los límites naturales. Bogotá. Fondo FEN Colombia.
- La Geografía y la reforma agraria. Por Ernesto Guhl.(N.p., n.d.)
- Países en desarrollo y reforma agraria: prospección y realidad. Por Ernesto Guhl. (N.p., n.d.)

## Traducciones
La lista de obras traducidas del alemán, u otros idiomas, al español por el profesor Ernesto Guhl es muy extensa. A continuación se citan algunas de las más difundidas:
- Humboltd, Alexander von. y Aimé Bonpland.. Ideas para una geografía de las plantas : más un cuadro de la naturaleza de los países tropicales; Bogotá : Jardín Botánico "José Celestino Mutis", 1985.

- Schumaher, Hermann A. José Celestino Mútis, un forjador de la cultura. Traducción, Ernesto Guhl. Bogotá, Ecopetrol, .

- Schumaher, Hermann A. Francisco José de Caldas, un forjador de la cultura. Traducción, Ernesto Guhl. Bogotá, Ecopetrol, .

- Schumaher, Hermann A. Codazzi, un forjador de la cultura. Traducción, Ernesto Guhl. Bogotá, Ecopetrol, 1988.

- Hettner, Alfred. La Cordillera de Bogotá; resultados de viajes y estudios, con mapas y perfiles. Gota, J. Perthes, 1892. Primera versión castellana de Ernesto Guhl.[Bogotá] Tall. Graf. del Banco de la República [1966]

## Curiosidades
- Entre las colecciones académicas del Archivo Histórico de la Universidad Nacional de Colombia se encuentran valiosos materiales dados en donación y que pertenecieron, en su producción académica y personal a profesor Ernesto Guhl Nimtz.

- Cerro Guhl es el nombre de una elevación en la vertiente sur de la Sierra Nevada de Santa Marta.

- Una biblioteca de Ciencias Sociales, en la Universidad Nacional de Colombia, lleva su nombre.

- Un colegio de enseñanza primaria y secundaria, fundado en 1989, lleva su nombre.

- Uno de los reconocimientos más espontáneos que se le otorgaron a Ernesto Guhl fue su inclusión entre los "Berracos de Chibchombia". Entendido como superlativo de virtuoso, valeroso, obstinado e inteligente.[8]

Sueños no realizados y temas de conversación:
- Un viaje a China. Ernesto Guhl acerca de Ferdinand von Richthofen y China.

- Un tema para desarrollar: La geografía en el arte o el paisaje como reflejo social.